# Jurij Janowskyj

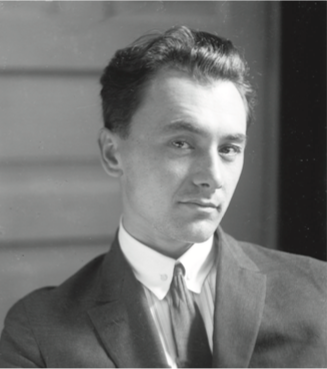
Janowskyj in den 1920er Jahren in Kiew

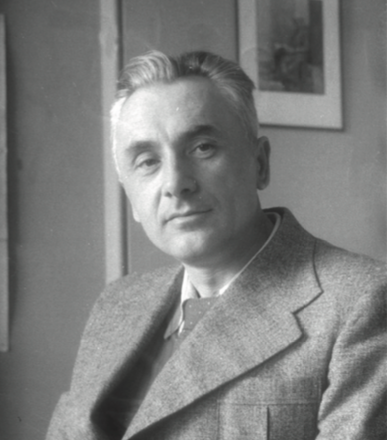
Jurij Janowskyj 1946

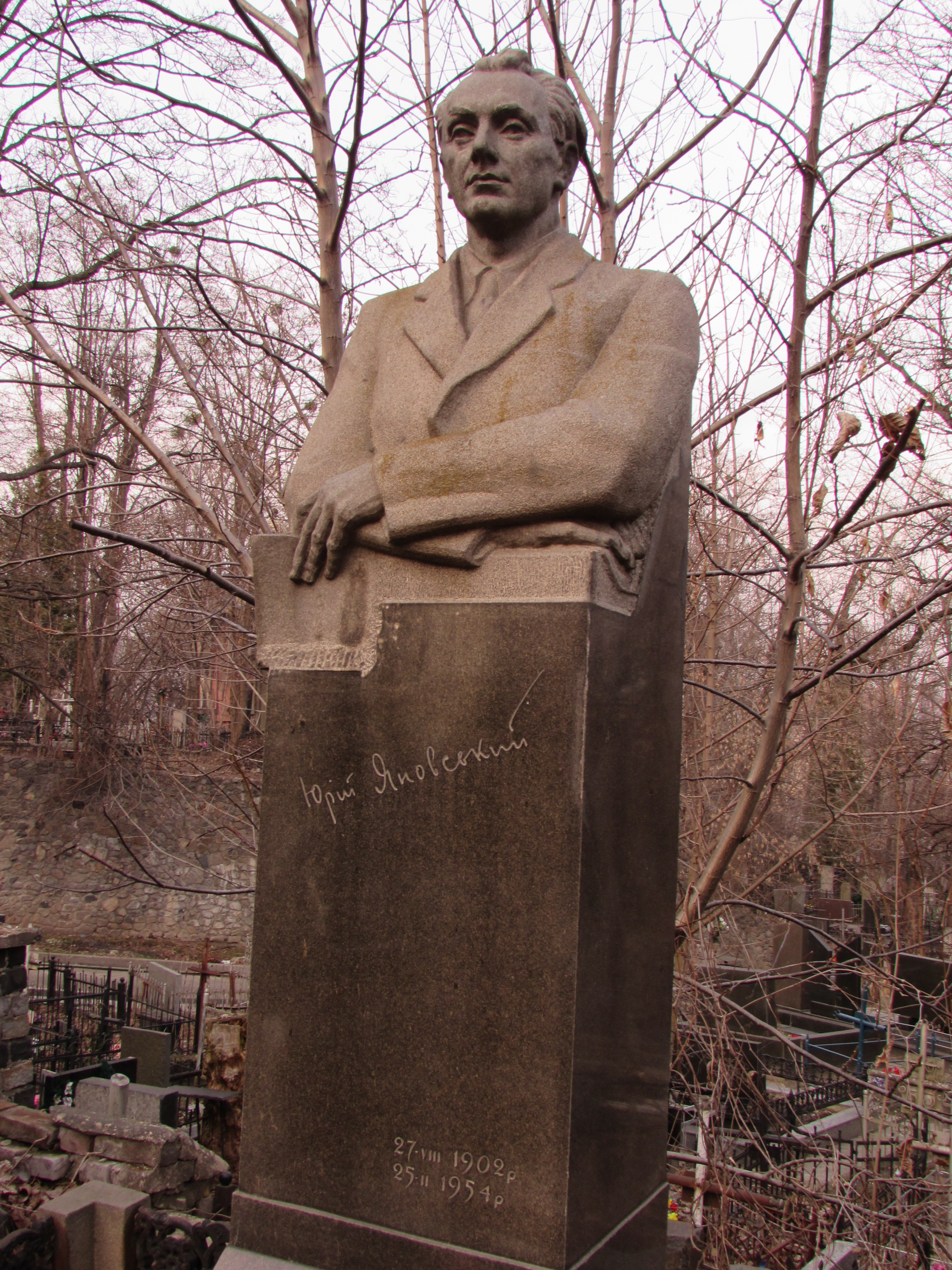
Sein Grab auf dem Baikowe-Friedhof in Kiew

Jurij Iwanowytsch Janowskyj (ukrainisch Юрій Іванович Яновський, russisch Юрий Иванович Яновский Juri Iwanowitsch Janowski; * 1. Augustjul. / 14. August 1902greg. in Netschajiwka, Gouvernement Cherson, Russisches Kaiserreich; † 25. Februar 1954 in Kiew, Ukrainische SSR) war ein ukrainisch-sowjetischer Schriftsteller, Dichter, Dramatiker und Drehbuchautor.

## Leben
Jurij Janowskyj kam im Weiler Majerowe (Маєрове), dem heutigen Netschajiwka in der ukrainischen Oblast Kirowohrad als Sohn einer wohlhabenden Bauernfamilie zur Welt.
Er erlangte in der Realschule in Jelisawetgrad die Sekundarschulbildung, war dann als Soldat im Ersten Weltkrieg, aus dem er 1918 nach Jelisawetgrad zurückkehrte. Dort war er zwischen 1919 und 1921 auf verschiedenen Arbeitsstellen tätig, bevor er sich 1922 in Kiew niederließ und sich dort an der Elektrotechnischen Fakultät des Kiewer Polytechnischen Instituts einschrieb.
Am 1. Mai 1922 erschien in der Zeitung Proletarska prawda (Пролетарська правда) sein erstes Gedicht „Die See“ (Море) in russischer Sprache unter dem Pseudonym Heorhij Nej (Георгій Ней) und „Glocke“ in ukrainischer Sprache unter seinem eigenen Namen.
1924 war er freiberuflicher Korrespondent der Zeitung Bolschewik, in der er auch sein erstes Prosastück, die Kurzgeschichte „Und dann flohen die Deutschen“ (А потім німці тікали) publiziert wurde.
1925 erschien seine Sammlung Mammut-Stoßzähne, die Geschichten zu bestimmten Ereignissen des Russischen Bürgerkriegs enthält und 1927 erschien sein Buch Blut der Erde.
Von 1925 bis 1926 arbeitete Janowskyj als Kunstredakteur in den Filmstudios in Odessa, wo er mehrere Drehbücher schrieb wie die zu den Filmen Hamburg und Fata Morgan.
1927 zog er nach Charkow und arbeitete dort als Redakteur der Allukrainischen Fotokino-Gesellschaft (Всеукраїнське фото кіноуправління „ВУФКУ“). Hier lernte er auch seine Frau, die ukrainische Theaterschauspielerin Tamara Schewtschenko-Janowska (Тамара Юріївна Жевченко-Яновська, 1908–1958) kennen.
Von 1939 an lebte er in Kiew. Während des Zweiten Weltkrieges war er Herausgeber der Zeitschrift Ukrainische Literatur sowie Militärkorrespondent der Ersten Ukrainischen Front der Roten Armee. Nach dem Krieg war er 1945 Korrespondent beim Hauptkriegsverbrecherprozess in Nürnberg.
Sein bedeutendstes Werk der Nachkriegszeit war der 1947 erschienene Roman „Lebendiges Wasser“ (Жива вода), in dem er die Idee der Unsterblichkeit einer nach einer militärischen Katastrophe wiederbelebten Nation beschrieb. Nachdem der Roman jedoch scharf für seinen Nationalismus und seine kleinbürgerlichen und engstirnigen Ansichten kritisiert wurde, sah er sich gezwungen, an diesem fast 200 Korrekturen nach den Prinzipien des sozialistischen Realismus vorzunehmen. Der Roman erschien in der nun sehr abgeschwächten Version unter dem Namen „Frieden“ (Мир) posthum 1956. Am 16. Februar 1954 fand die Premiere seines Theaterstücks Tochter des Staatsanwalts statt. Ein Teil einer späteren Gedichte aus den vierziger und fünfziger Jahren erschienen erst in der 1958/59 fünfbändige Sammlung seiner Werke. Seine besten Werke wurden in zahlreiche Sprachen übersetzt und in Bulgarien, der DDR, Polen, Ungarn, der Tschechoslowakei, Österreich, Italien und Frankreich veröffentlicht.
Janowskyj starb 51-jährig in Kiew und wurde dort auf dem Baikowe-Friedhof bestattet.

## Ehrungen
- 1949 Stalinpreis[8]
- 1939 Orden des Roten Banners der Arbeit[9]